# Sylvie Vincent
Sylvie Vincent (nascida du Crest ; 27 de abril de 1941 - 30 de abril de 2020) foi uma antropóloga e etnóloga canadense.

## Vida
Vincent foi editor-chefe da revista Recherches amérindiennes au Québec, que ela co-fundou no início dos anos 1970.
Em 1972, ela começou a trabalhar com o escritor Innu Joséphine Bacon, que ajudou Vincent como intérprete. Durante seus vários projetos, Vincent trabalhou com várias tribos das Primeiras Nações do Canadá, como os Cree, os Algonquins e os Wyandots . Ao longo de sua carreira, colaborou com muitos antropólogos conhecidos, como Bernard Arcand, Serge Bouchard, José Mailhot e Rémi Savard.
Em 2009, Vincent recebeu o Prix des Dix por sua notável contribuição pessoal à história das Primeiras Nações de Quebec .

## Morte
Diabética, Vincent morreu de COVID-19 durante a pandemia de COVID-19 no Canadá em 30 de abril de 2020 aos 79 anos.

## Trabalhos
- Les Amérindiens dans les Annales de la Propagation de la Foi (1971)
- L'image de l'Amérindien dans les manuels scolaires du Québec (1979)
- Comment les Québécois ne sont pas des sauvages (1979)
- Baie James et Nord québécois : dix ans après (1988)
- "Capítulo 27. La révélation d'une force politique : les Autochtones" em Le Québec en jeu. Comprendre les grands défis (1992) [8]
- "As relações entre le Québec et les autóctones. Breve analise d'un récit gouvernemental." in Cahiers du PÉQ (1995) [9]
- Le récit de Uepishtikueiau : l'arrivée des Français à Québec selon la tradição orale innue (2003)
- Vicente, S. (2004). Compatibilidade aparente, incompatibilidade real: versões nativas e ocidentais da história – o exemplo Innu. Em JR Clammer, S. Poirier e E. Schwimmer (Eds. ), Mundos figurados: Obstáculos ontológicos nas relações interculturais, pp. 132-147. Toronto. Imprensa da Universidade de Toronto.

## Premiações
- Prêmio Eaford (1992) [10]
- Prix des Dix (2009)